# Macromastax infernalis
Macromastax infernalis är en insektsart som beskrevs av Karsch 1889. Macromastax infernalis ingår i släktet Macromastax och familjen Euschmidtiidae. Inga underarter finns listade i Catalogue of Life.